# Maria d'Anjou i d'Aragó
Maria d'Anjou i d'Aragó (francès: Marie d'Anjou)  (Angers, 14 d'octubre de 1404 - Les Châtelliers, 29 de novembre de 1463), infanta de Provença i princesa de Nàpols, fou reina consort de França (1422-1461). Es va casar el 1422 amb Carles VII de França, fill de Carles VI de França i d'Isabel de Baviera.

## Orígens familiars
Filla del duc Lluís II de Provença, comte de Provença i rei de Nàpols, i la seva esposa Violant d'Aragó. Era neta per línia paterna de Lluís I d'Anjou i Maria Chatillon-Blois, i per línia materna del comte-rei Joan I d'Aragó i Violant de Bar. Fou germana dels reis Lluís III de Nàpols i Renat I de Nàpols.

## Biografia

### Reina de França
Va omplir el seu paper de reina, ja que va donar al seu espòs l'hereu al tron, el futur Lluís XI de França. No obstant això, fou apartada de la vida sentimental del seu marit, el qual preferia a la bella Agnès Sorel. Coneixia Carles VII de França des de la seva joventut, i s'hi va criar, ja que aquest va passar la seva infantesa a l'Anjou. En efecte, després de les seves esposalles, Violant d'AragÓ no desitjant deixar la seva filla a París en un període perillós, sobretot per l'amenaça dels borgonyons, se la va emportar junt amb el seu futur gendre que tenia encara dos germans grans, el febrer de 1414.
El 7 d'octubre de 1461, la reina va tenir l'immens plaer d'acollir, a la seva residència d'Amboise, Al seu fill Lluís XI consagrat i retornat del Brabant. Dos anys més tard, al final de la seva vida, la reina se'n va anar a Santiago de Compostel·la. Segons una especialista del pelegrinatge de Compostela, Denise Péricard-Méa, és possible que fos una ambaixadora secreta del seu fill Lluís, ja que el pelegrinatge va ser efectuat a l'hivern, és a dir a la mala estació, i a més per mar. Tanmateix, no se sap segur, sent tot això secret per excel·lència."

## Núpcies i descendents
Es casà el 1422 a Bourges amb el delfí i futur rei Carles VII de França. D'aquest matrimoni van néixer:
- el príncep Lluís que succeirà al seu pare com a Lluís XI de França el 3 de juliol de 1423 i fins al 30 d'agost de 1483;
- el príncep Joan de França (1424-1425)
- la princesa Radegunda de França (1428-1444)
- la princesa Caterina de Valois o de França (1428-1446), es va casar el 1440 amb Carles de Charolais el 1440 que serà el futur duc Charles el Temerari
- el príncep Jaume de França (1432-1437)
- la princesa Violant o Iolanda de França (1434-1478), casada el 1452 amb el duc Amadeu IX de Savoia el 1452; quan aquest últim va morir, va ser regenta de Savoia.
- la princesa Joana de Valois o de França (1435-1482), casada el 1452 amb el futur duc Joan II de Borbó
- el príncep Felip de França (1436-1436)
- la princesa Margarida de França (1437-1438)
- la princesa Maria de França (7 de setembre de 1438-14 de febrer de 1439)
- la princesa Joana de França (7 de setembre de 1438-26 de desembre de 1446)
- la princesa Magdalena de França o d'Orleans (1443-1486), casada el 7 de març de 1462 amb Gastó III de Castellbò, príncep de Viana;
- el príncep Carles de Valois o de França (1446-1472), duc de Berry i Normandia

### Defunció
Va morir el 29 de novembre de 1463, de tornada d'un pelegrinatge a Santiago de Compostel·la, quan era a l'abadia cistercenca de Notre-Dame dels Châtelliers (diòcesi de Poitiers), després de dos anys de viduatge i d'un regnat marcat per les victòries de França sobre Anglaterra, i sobretot l'alliberament d'Orleans per Joana d'Arc. Aquesta gran dona fou enterrar a la basílica de Saint-Denis amb el seu espòs Carles VII de França.
De resultes d'aquest traspas, Regnaud el Queux va compondre L'exclamation en la mort de Marie d'Anjou on aquesta desaparició és presentada com una apoteosi.
El seu marit tingué diverses relacions amoroses, la més destacada amb Agnès Sorel.